# Phorbeia

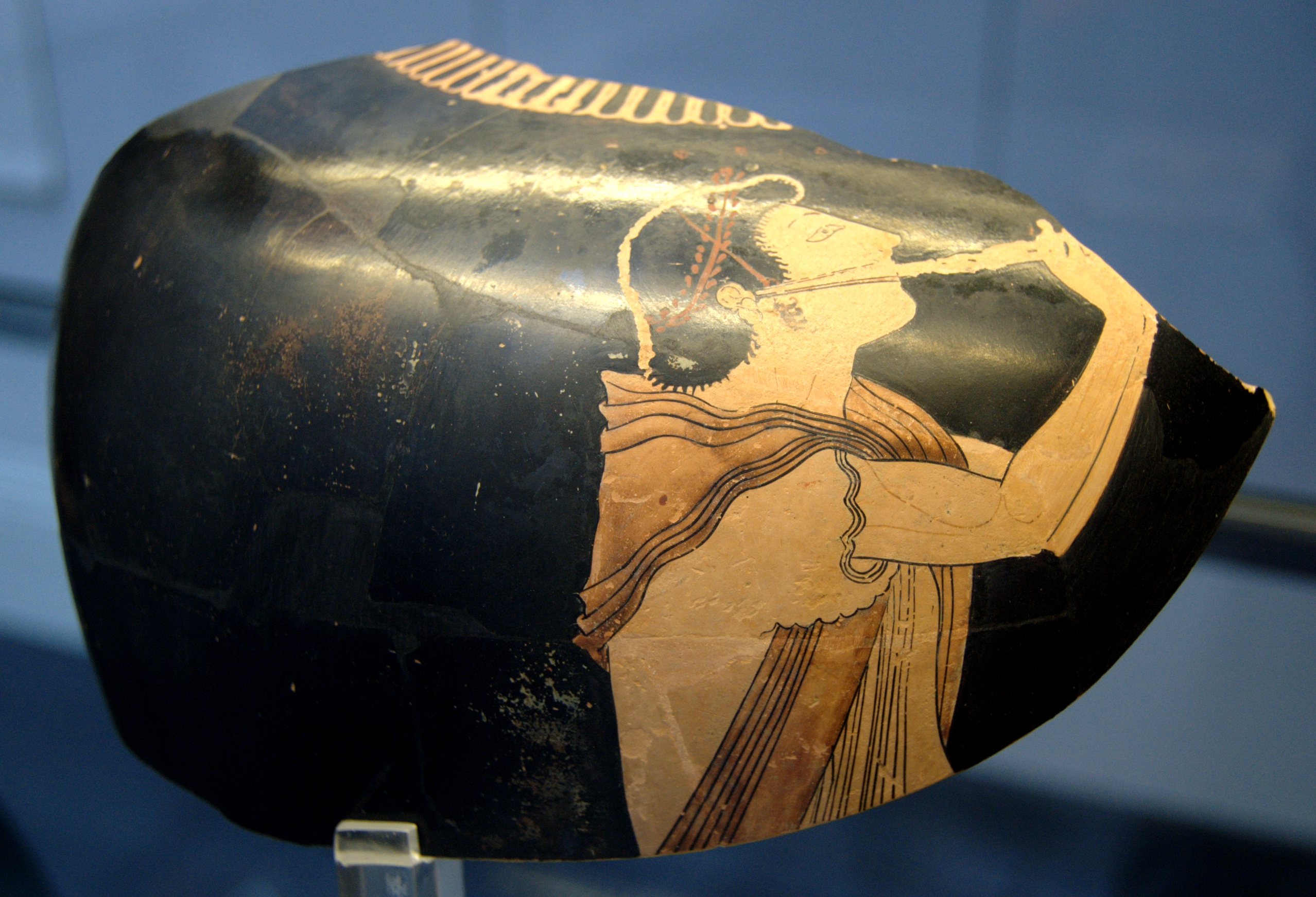
Darstellung auf einer attisch-rotfigurigen Vase um 510 v. Chr.

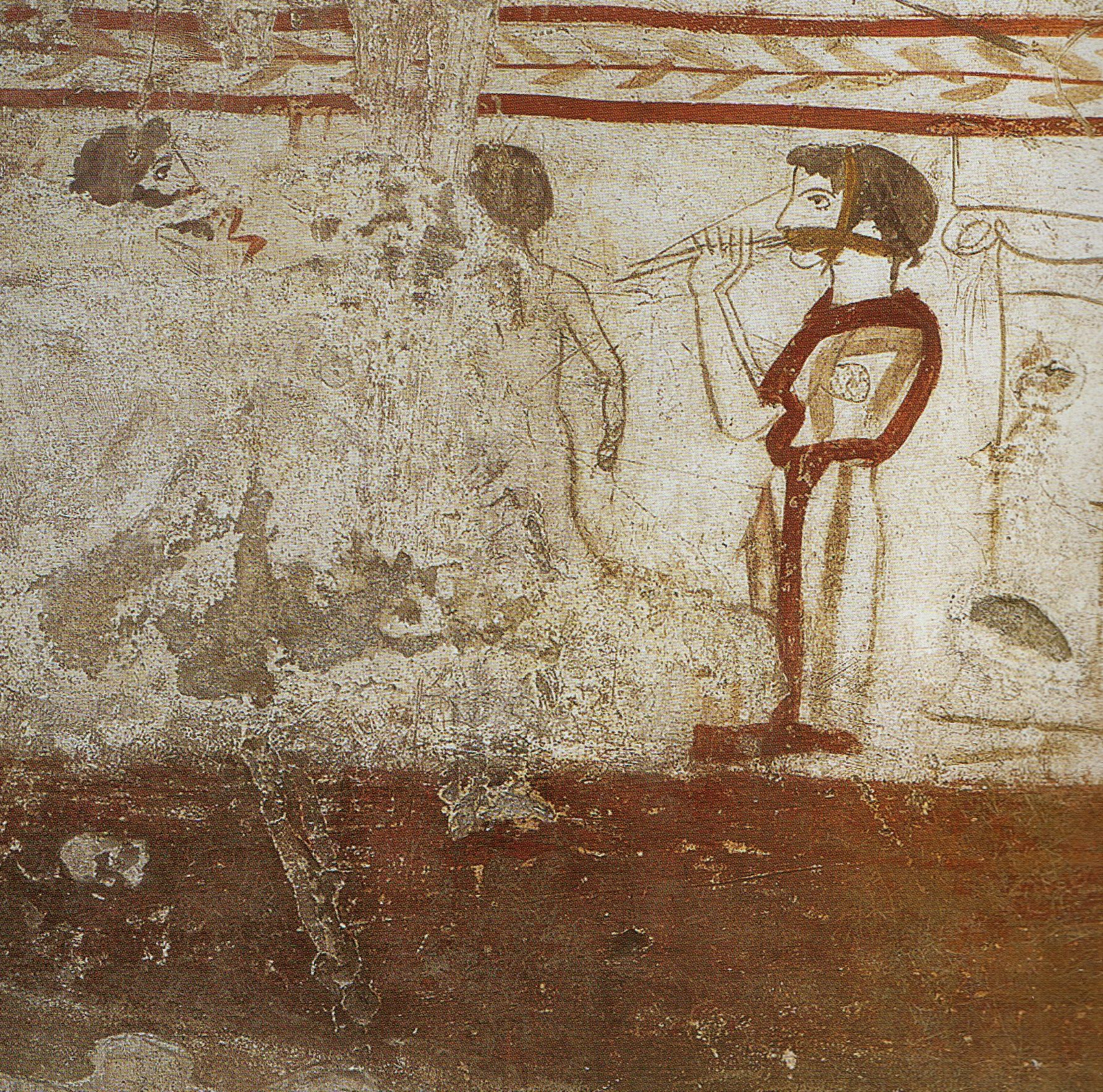
Darstellung aus dem Grab der Granatäpfel in Paestum, um 360 v. Chr.

Die Phorbeia (altgriechisch φορβειά) war ein Hilfsmittel, dessen sich Musiker in der Antike bedienten. Hauptsächlich wurde sie von Aulosspielern genutzt, es gibt aber auch Zeugnisse, die die Verwendung in Kombination mit einer Salpinx belegen.

## Beschreibung
Die Phorbeia, lateinisch capistrum genannt, bestand offenbar aus Lederbändern, die um den Kopf des Musikers geschlungen waren. Dabei rahmte eines sozusagen das Gesicht ein, indem es unter dem Unterkiefer durch und an den Seiten des Gesichts vor den Ohren senkrecht nach oben geführt wurde. In Höhe der Wangen kreuzte es sich mit einem zweiten Band, das waagerecht um den Kopf gelegt war. Die Oberkante dieses zweiten Bandes lag unterhalb der Nase. Es bedeckte möglicherweise den Mund und besaß nur Aussparungen für die Blasinstrumente.

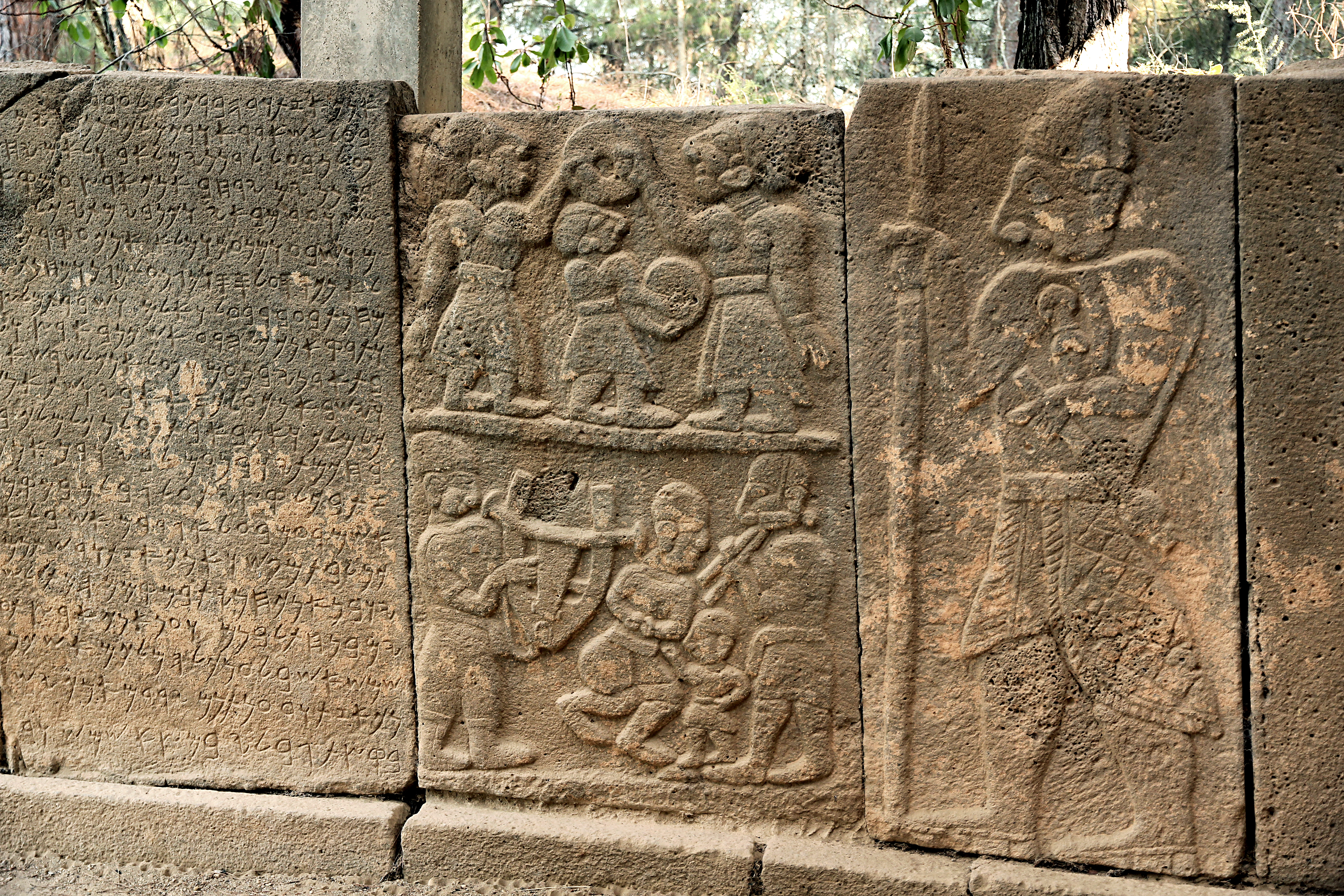
Die älteste bekannte bildliche Darstellung aus Karatepe

In dieser Form ist die Phorbeia auf zahlreichen antiken Kunstwerken überliefert; die älteste bekannte Darstellung stammt aus der Zeit um 700 v. Chr. Es handelt sich um ein Orthostatenrelief (NVI 7) aus Karatepe, was den Schluss nahelegt, dass die Phorbeia ursprünglich aus dem Orient stammte. Fast alle Abbildungen zeigen die Verwendung der Phorbeia durch Männer, die wohl als Berufsmusikanten bei Wettkämpfen, kultischen Veranstaltungen oder in militärischen Zusammenhängen auftraten. Für die Nutzung in Kombination mit einer Salpinx gibt es Belege bis in die Zeit um 480 v. Chr.; für Aulos- bzw. Tibiaspieler ist die Verwendung bis in die römische Kaiserzeit nachgewiesen.
Weniger häufig als bildliche sind Textzeugnisse zur Phorbeia. Das Greek-English Lexicon von Liddell/Scott/Jones führt für die Verwendung des Wortes φορβειά drei Textstellen auf: Aristophanes, Die Wespen 582, Plutarch 2, 456b und Sophokles, Fragment 768. Hinzugefügt ist die Erläuterung, dass „ohne Phorbeia spielen“ so viel heiße wie „zu laut spielen“.

## Funktion

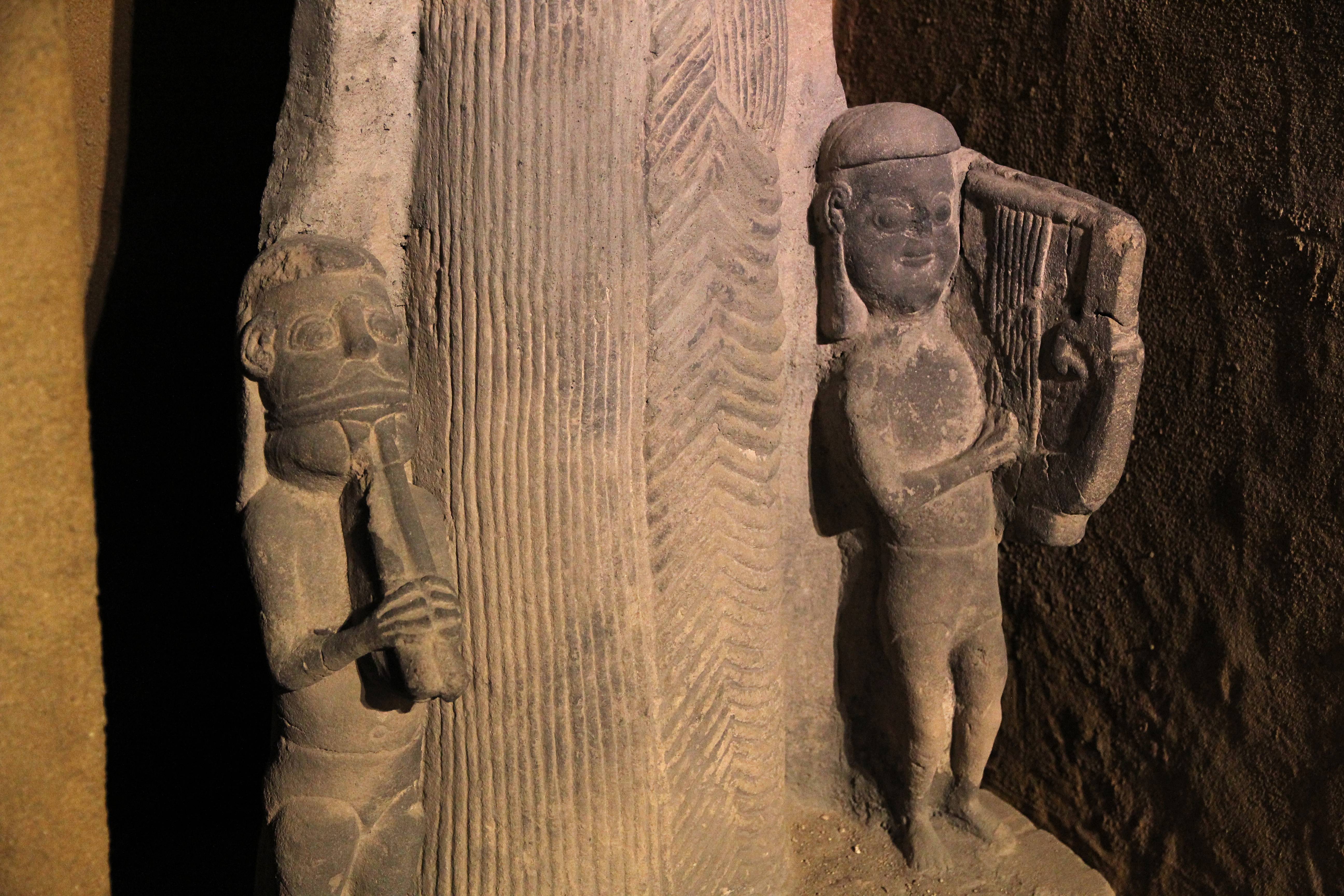
Aulosspieler mit Phorbeia bei einer phrygischen Kybele-Statue aus Ḫattuša

Wie und wozu die Phorbeia genau benutzt wurde, ist umstritten. Es gibt verschiedene Theorien:
Die Phorbeia könnte z. B. genutzt worden sein, um die Wangenmuskulatur zu unterstützen und das hässliche Aufblähen der Wangen zu unterdrücken.
Auch zur Unterstützung der Lippenmuskulatur sowie zur Optimierung des Anblasens der beiden Rohre könnte die Phorbeia gedient haben. Dann hätte sie z. B. das Entweichen von Luft neben den Mundstücken verhindert.
Einer weiteren auf physiologischen Betrachtungen beruhenden Theorie nach war durch die Nutzung der Phorbeia, die das Ausatmen reguliert haben soll, ein besserer und längerer Ton zu erhalten.
Einer anderen Theorie nach diente die Phorbeia dazu, dem Instrument Halt am Körper des Musikers zu geben, so dass dieser seine Hände hauptsächlich zum Greifen einzusetzen hatte.
Helmut Brand hält zumindest den ästhetischen Aspekt für unwesentlich, da das Tragen der Phorbeia den Musikanten ebenso entstellt habe wie aufgeblähte Wangen. Er erklärt die Theorien, nach denen es um das „Sparen“ von Luft und die bessere Tonqualität gegangen sei, für plausibler und verbindet die Phorbeia mit der Scheibe bei der Zurna, die wichtig für die möglicherweise auch von antiken Aulosspielern angewandte Zirkularatmung ist.
Bernard Andreae ist anderer Ansicht: „Um das Zungenblatt fest zwischen den Lippen halten zu können und die Wangen nicht zu stark aufblasen und anstrengen zu müssen, trägt der Spieler eine Phorbeia, eine um Wangen und Mund gelegte Binde, die durch ein über den Kopf geführtes Band auf der richtigen Höhe gehalten wird. In diese kann durch einen Lippenschlitz das Zungenblattmundstück gesteckt werden, während die Wangenmuskulatur durch die Binde zusammengepresst wird.“